# 乳齒象科
乳齒象科（學名：Mammutidae）為長鼻目下已滅絕的科，生存於漸新世到全新世早期。乳齒象科最早發表於1922年，模式屬為乳齒象屬，然最初乳齒象科與其他長鼻目物種的親緣關係並不明確，其於支序演化樹的位置常有變動。乳齒象的英文名「mastodon」源自於古希臘語的（乳頭）及（牙齒），取名自乳齒象與其他長鼻目物種相異的獨特臼齒形狀。乳齒象科廣泛分布於全球，化石曾出土於北美洲、非洲及整個歐亞大陸。

## 發現

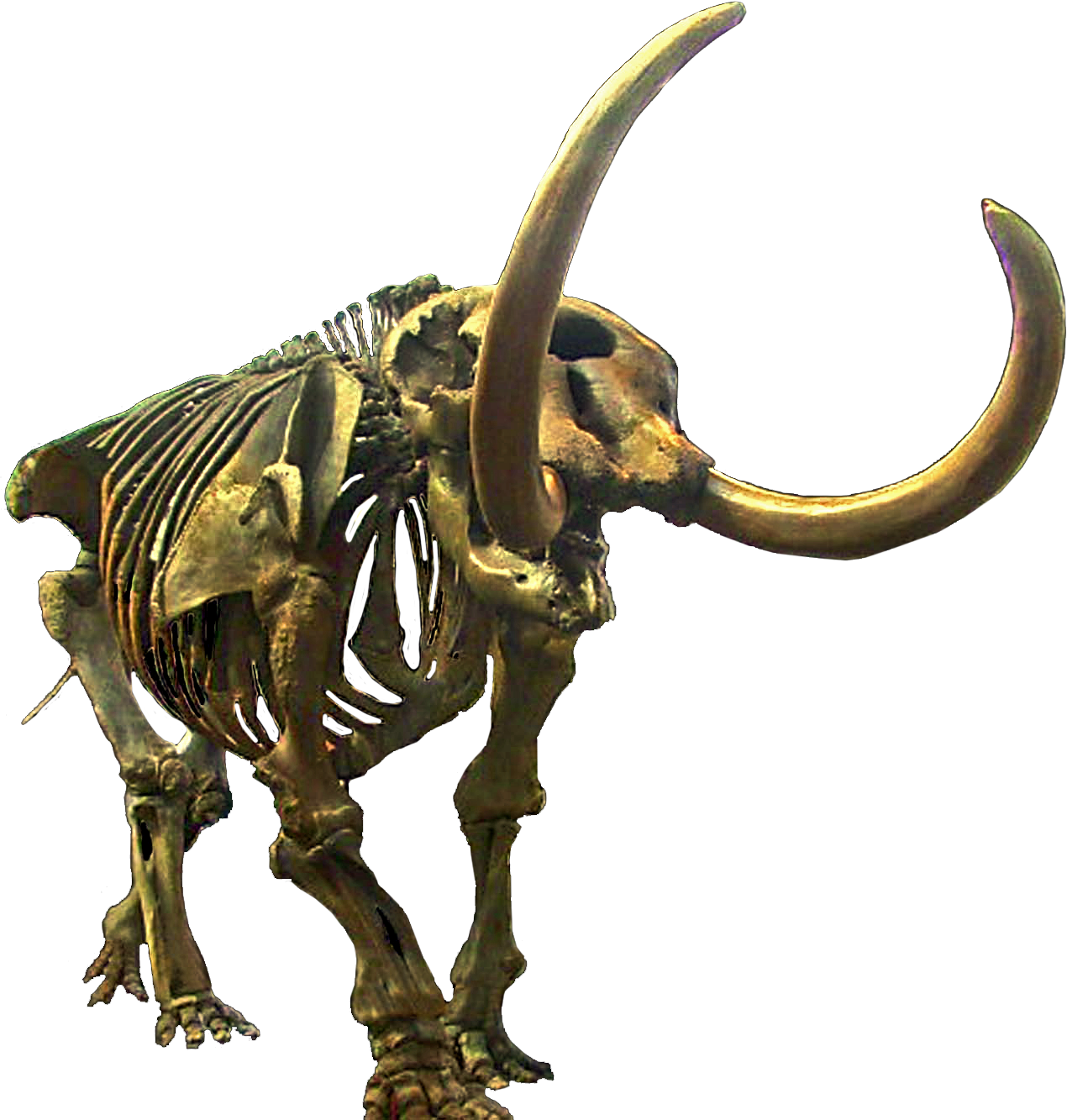
美洲乳齒象全身骨架

2008年8月，羅馬尼亞的礦工們發現了一具250萬年前的乳齒象化石，科學家普遍認為這是歐洲目前保存最完整的乳齒象樣本之一，90%的骨架仍連結在一起，僅有顱骨與象牙的部分有損傷。2009年，居住於美國密西根州波特蘭的家庭在自家後院挖掘池塘時發現了乳齒象的化石，為過去以來於密西根州所出土的250具乳齒象化石之一。
2006年，在位於土耳其布爾杜爾Elmacık的一座村莊發現了一具乳齒象化石；截至2009年7月，共有6具乳齒象化石在該村莊出土。
2011年8月，一具乳齒象的化石發現於波士尼亞與赫塞哥維納的托米斯拉夫格勒。
2011年11月，一具乳齒象的化石於戴通納海灘建設滯洪池時發現，該樣本之後被移置於戴通納海灘的藝術與科學博物館進行研究。

## 演化
乳齒象科被認為是象形下目的最基群，同屬於象形下目的嵌齒象科則是與現今象親緣關係最近的類群。然而近年的分子與形態學分析證據顯示嵌齒象科下部分具三脊齒的嵌齒象科物種與乳齒象科之間的親緣關係遠較兩者與現存象科的關係來的近。